# Alexandra Palace
L'Alexandra Palace est un bâtiment victorien du XIXe siècle, situé au nord de Londres, entre Muswell Hill et Wood Green, dans le borough de Haringey.
Le bâtiment est constitué de nombreuses verrières, typiques de l'époque.

## Histoire
Ouvert en 1873 sous le nom « The People’s Palace » (Le palais du peuple). Après avoir accueilli 120 000 visiteurs, le bâtiment est détruit par le feu, qui prend dans le dôme, seize jours seulement après son ouverture.
Le 1er mai 1875, le nouveau palace ouvre. Il couvre presque trois hectares et est centré sur un hall. Des difficultés financières se font jour. L'Alexandra Palace, créé sur ordre du Parlement en 1900, est destiné au divertissement public, et à diverses manifestations.
En 1935, la BBC occupe la partie Est, d'où est lancée en 1936 la première transmission télévisuelle. Le bâtiment devient le centre principal de transmission jusqu'en 1956.
Le Palace accueille aussi de nombreux concerts liés à l'explosion du rock en Angleterre. Parmi les plus fameux, le 14 Hour Technicolor Dream Free Speech Festival, en 1967, qui réunit Pretty Things, Pete Townshend, Soft Machine, Yoko Ono (qui y a sans doute rencontré pour la première fois John Lennon), Ron Geesin, The Velvet Underground, Alexis Korner, Champion Jack Dupree, et la prestation remarquée de Pink Floyd.
En 1980, l’Alexandra Palace est à nouveau dévasté par le feu. Le hall principal est détruit. La restauration commence aussitôt et se termine le 17 mars 1988. Depuis, les salles accueillent de nombreux concerts et manifestations. L'architecture et la vue sur Londres sont à l'origine de la réputation du lieu.
L'organiste français Marcel Dupré a affirmé que l'orgue est le meilleur orgue de concert en Europe.
Depuis 2008, l'Alexandra Palace est le lieu où se déroulent chaque année au mois de décembre et janvier les PDC World Darts Championship, la compétition de fléchettes la plus importante au monde.

## Snooker
Depuis 2012, la salle accueille un tournoi de la triple couronne : le Masters.

## Panorama

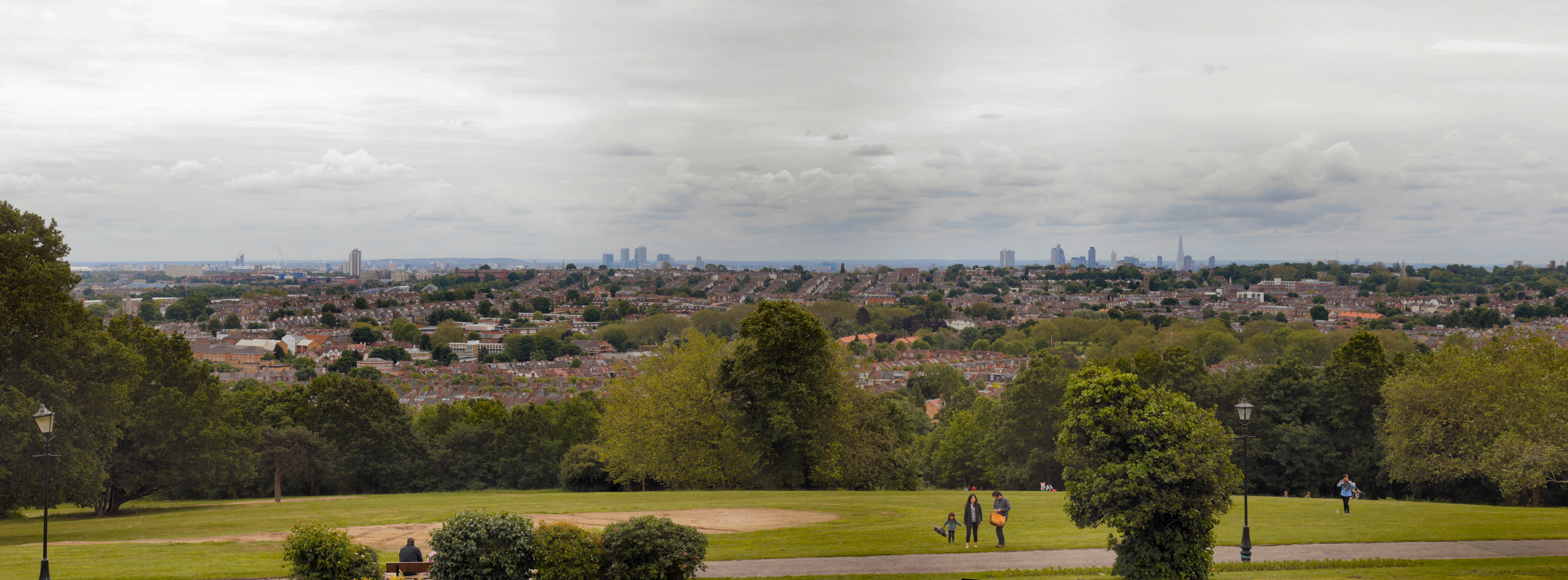
Panorama de Londres depuis Alexandra Palace (juin 2012).

## Architecture

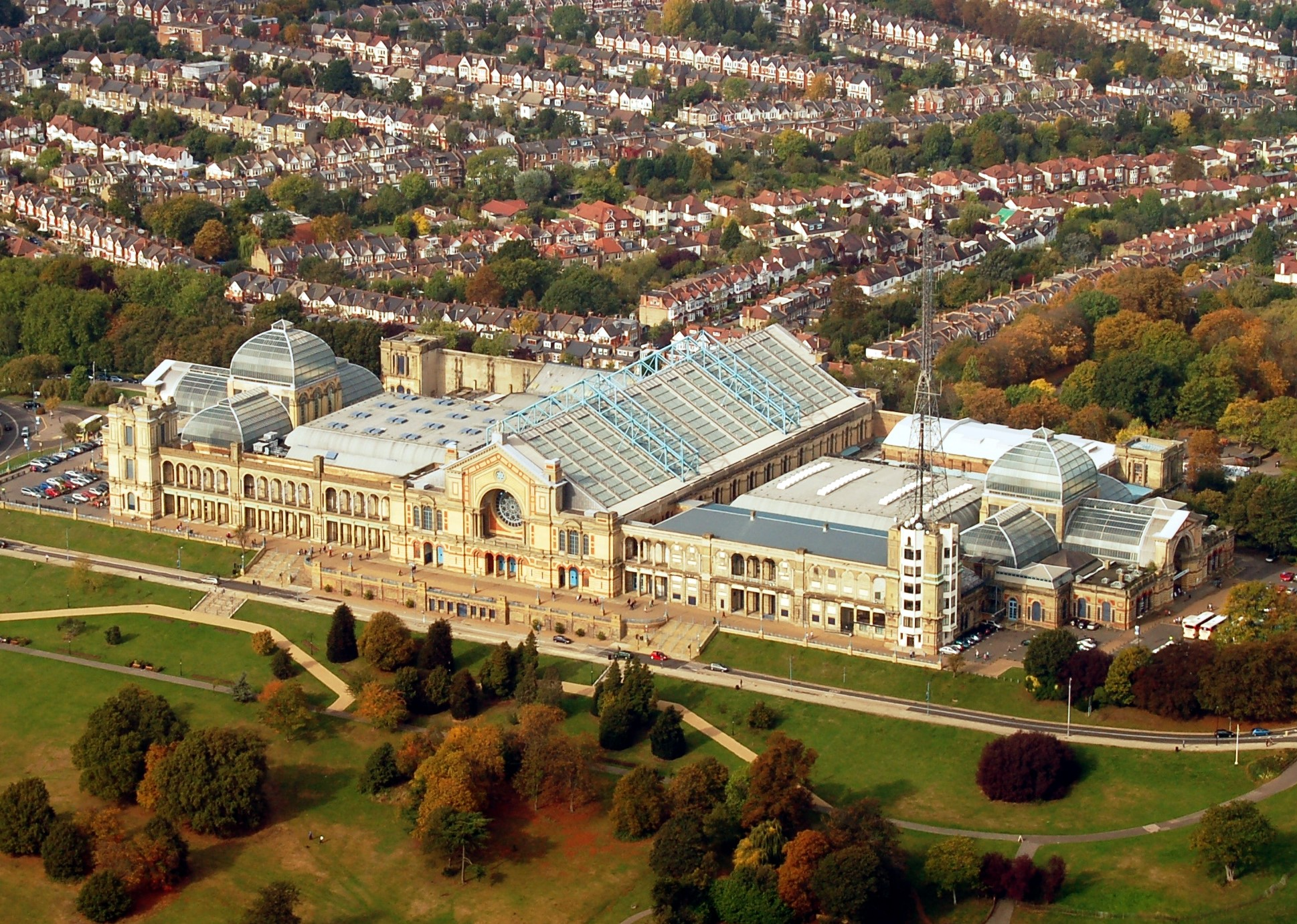
Vue aérienne du bâtiment.